# ミゲル・ハース＝ベドーヤ
ミゲル・ハース＝ベドーヤ（Miguel Harth-Bedoya、1968年 - ）は、ペルー出身の指揮者。

## 経歴
リマ生まれ。アマチュア合唱団の指揮を務めていた母親との母子家庭で育つ。幼い頃にピアノを習っていたほか、民俗舞踊団にも参加していた。15歳の頃からリマのドイツ語学校に通いながら市立歌劇場でアシスタントとして働くことで音楽の道を本格的に目指すようになり、フィラデルフィアのカーティス音楽学校に入学。後にジュリアード音楽院にも入学し、両校で指揮をオットー＝ウェルナー・ミューラーに学ぶ。ちなみに、作曲家のオスバルド・ゴリホフはカーティスでの同期で親しい友人である。
学生の頃からペルーやアメリカで指揮活動を開始し、1993年の卒業後にニューヨーク・ユース管弦楽団の音楽監督に就任。後にニューヨーク・フィルハーモニックの副指揮者に就いてレナード・スラットキンの代役でデビューも果たす。同時期にペルーで友人らとリマ・フィルハーモニー管弦楽団を組織し、ペルーの現代作品やオーソドックスなオペラ作品を数多く演奏する。
1998年から2004年までロサンゼルス・フィルハーモニックの準指揮者を務める一方で、1996年から2001年までオレゴン州のユージン交響楽団、2000年から2005年までニュージーランドのオークランド・フィルハーモニー管弦楽団、そして2000年からテキサス州のフォートワース交響楽団の音楽監督を務める。2013年にはノルウェー放送管弦楽団の首席指揮者に就任した。
客演実績としてはビッグファイブをはじめとする南北アメリカの主要なオーケストラを網羅しているほか、ミュンヘン・フィルハーモニー管弦楽団、北ドイツ放送交響楽団、ロンドン・フィルハーモニー管弦楽団など。2009年にはイングリッシュ・ナショナル・オペラにラ・ボエームでデビューしている。
録音としてはリマ・フィルハーモニー管弦楽団とのペルーの作品集、同郷の友人フアン・ディエゴ・フローレスとのラテン・アルバム、チャイコフスキーやプロコフィエフなどがあるが、ヨーヨー・マのシルクロード・プロジェクトに参加したシカゴ交響楽団との録音は第51回のグラミー賞を受賞した。
また、Caminos Del Inkaというプロジェクトによって南米の音楽の紹介と普及にも努めている。